# Leon Schots

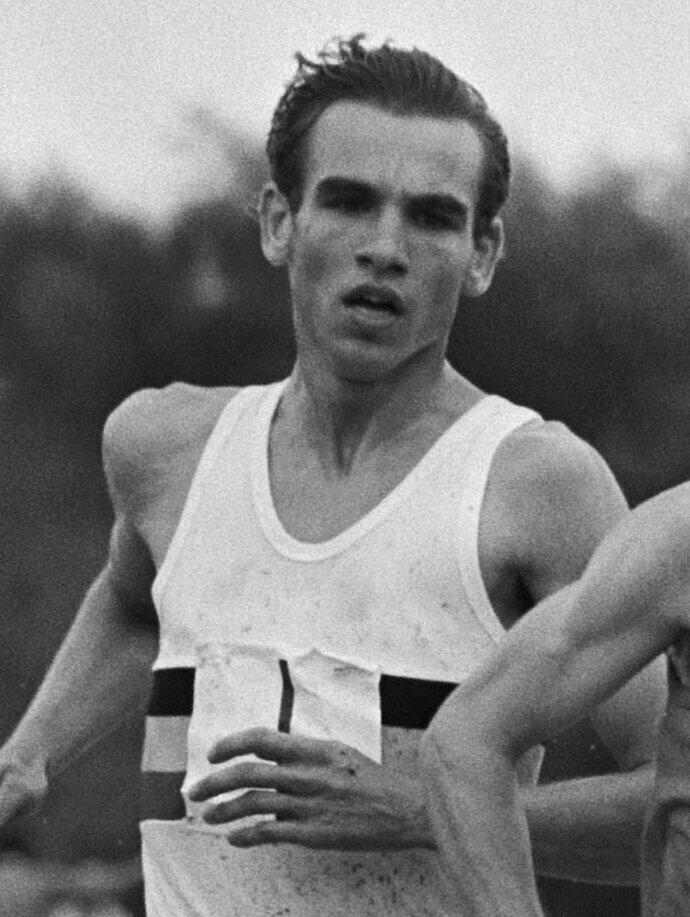
Leon Schots beim 5000-Meter-Lauf im niederländischen Sportzentrum Papendal, 1974

Leon Schots (* 11. Juni 1952) ist ein ehemaliger belgischer Mittel- und Langstreckenläufer, der seine größten Erfolge im Crosslauf hatte.
Bei der Erstauflage der Crosslauf-Weltmeisterschaften 1973 gewann er im Juniorenrennen die Bronzemedaille. In der Erwachsenenkategorie wurde er dann 1975 Weltmeister und gewann obendrein mit der belgischen Mannschaft das Team-Gold. Nach einem fünften Platz 1979 wurde er 1980 Vierter und holte mit der Mannschaft Bronze. Bei seinem letzten Start 1982 kam er auf den 109. Platz.
Schots errang zahlreiche nationale Meistertitel: über 1500 Meter 1974 und 1975, über 5000 Meter 1974, 1975 und 1978, über 10.000 Meter 1978, 1979 und 1982 sowie im Crosslauf 1979, 1982 und 1983.
Leon Schots ist 1,82 m groß und wog zu Wettkampfzeiten 66 kg. Der aus Halen stammende Athlet lebt heute in Zoutleeuw.

## Persönliche Bestzeiten
- 2000 m: 5:02,4 min, 12. August 1973, Landen
- 3000 m: 7:49,8 min, 15. Mai 1974, Brüssel
- 5000 m: 13:26,6 min, 27. Juli 1979, Moskau
- 10.000 m: 27:41,34 min, 4. September 1979, Brüssel